# Fiesque

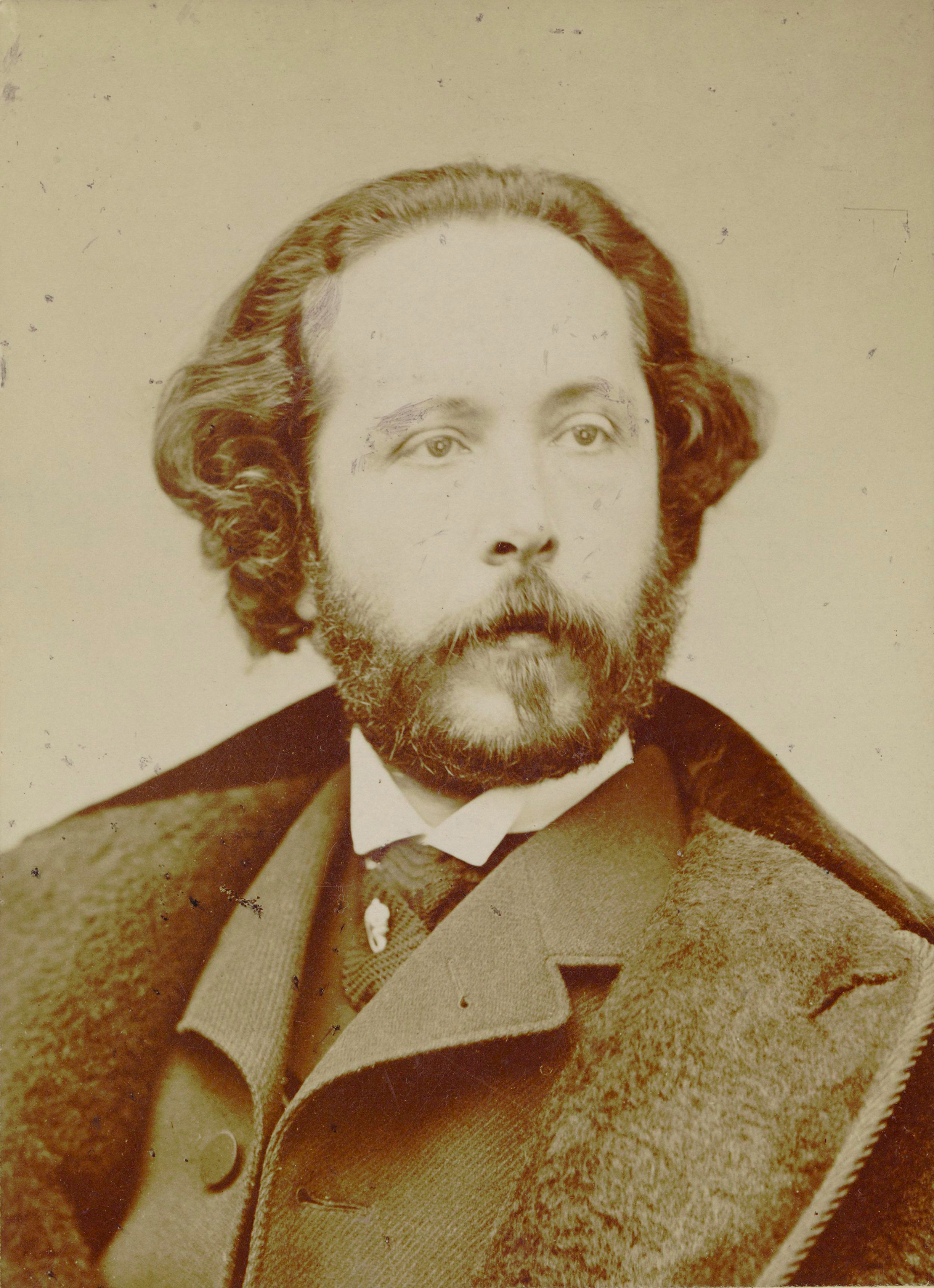
Édouard Lalo, ca 1865.

Fiesque är en fransk opera i tre akter med musik av Édouard Lalo. Librettot av Charles Beauquier bygger på Friedrich von Schillers pjäs Die Verschwörung des Fiesco zu Genua från 1784, en berättelse om konspirationen ledd av Fiesque mot den regerande adelsfamiljen Doria i Genua 1547.

## Historia
Operan refuserades 1868 och uppfördes aldrig under Lalos levnad. Han reviderade den själv med tanke att få den uppförd någonstans, men den fick sin sceniska premiär först den 16 juni 2007 på Nationaltheater i Mannheim. En konsertant premiär ägde rum den 27 juli 2006 på Festival de Radio France et Montpellier med Roberto Alagna i titelrollen.

## Personer
- Fiesque (tenor)
- Leonore, Fiesques hustru (sopran)
- Hassan (baryton)
- Julie Doria (mezzosopran)
- Verrina (baryton)
- Gianettino Doria (bas)
- Borgonino (baryton)
- Romano (baryton)
- Sacco (tenor)
- Coryphée (bas)

## Handling
Plats: Genua, Italien
Tid: 1547.
Akt 1
Fiesques palats, en kvällsfest
Leonore, Fiesques hustru, bekänner att hennes äktenskap ligger i ruiner: hon har sett sin make med en annan kvinna. Fiesques fiende, (Gianettino Doria), instruerar lönnmördaren Hassan att döda Fiesque. Fiesque förklarar sin kärlek till prinsessan Julie Doria, Gianettinos syster. Verrina, Fiesques gamle vän och allierad oroar sig att Fiesque har förlorat förståndet. Hassan attackerar Fiesque men Fiesque övermannar honom lätt. Hassan, rädd om livet, erbjuder sig att göra allt vad Fiesque ber om, och Fiesque säger till honom att blanda sig med stadsborna och rapportera vad de säger om familjen Doria. 
Akt 2
Scen 1: En marknadsplats
Hassan bjuder stadsborna på dricka och lyssnar på skvallret. Verrina kommer in och eggar upp folket att göra uppror. 
Scen 2: Ett rum i Fiesques palats
Fiesque tänker på en dröm han hade förra natten: minnet av hans bröllopsdag skuggades av synen av honom krönt till doge och firad av massorna. Leonore kommer in tyngd av spänningarna i äktenskapet. Fiesque försäkrar henne att hon inom två dagar ska få se bevis för hans kärlek till henne. Hassan gör entré och återberättar vad som hände på marknaden. Han säger att Julie har lejt honom att förgifta Leonore; han ska avslöja hennes planer för Fiesque och erhålla dubbla summor pengar! Verrina besöker Fiesque tillsammans med målaren Romano och aktivisterna Borgonino och Sacco. Han vill testa om Fiesque fortfarande vill störta Doria eller om han endast tänker på sig själv. För att testa detta tar Verrina fram en målning av Virginius död för att se om detta väcker några reaktioner hos Fiesque. Verrinas tilltro till Fiesque förbättras. 
Akt 3
Scen 1: Ett gravvalv i Fiesques palats
Borgonino anordnar ett underjordiskt möte med Fiesques anhängare för att planera revolutionen. Leonore försöker lindra sin oro. Hon hör en kvinna närma sig och gömmer sig. Julie kommer och sjunger om glädjen att vara en konkubin, men erkänner till sist sin äkta kärlek till Fiesque. Fiesque kommer in och börjar en passionerad kärleksscen med Julie. Mitt under akten avslöjar Fiesque emellertid sin trohet till Leonore, och förskjuter Julie som skyldig till uppåt av mord. Fiesque och Leonore förenas; Julie svär hämnd, men Fiesque låter fängsla henne. 
Scen 2: Genuas hamn
Genuas intas och ätten Doria övermannas. Fiesque görs till härskare över Genua och Leonore ber om Fiesques förlåtelse för att ha misstrott honom. Fiesque inbjuder Verrina för att fira segern, men Verrina tvekar på grund av Fiesques ambitioner och smak för berömmelse. Verrina ber Fiesque att avsäga sig sina kungaplaner till förmån för en äkta republik, men Fiesque tar lätt på Verrinas oro. Besviken på Fiesque och oroad av landets framtid dödar Verrina sin vän.

## Inspelningar
- Roberto Alagna (Fiesque), Michelle Canniccioni (Léonore), Béatrice Uria-Monzon (Julie), Franck Ferrari (Verrina). Radio Latvia Kör, Orchestra of Montpellier, dir. Alain Altinoglu. En inspelning från konserten den 27 juli 2006. DG, 2011.
- Iris Hendrickx (Léonore), French Opera Arias, Patrick Fournillier, Orchestra sinfonica di Milano Giuseppe Verdi. Inspelad september 2017 av Centaur Records den 6 juli 2018.